# Pfarrkirche Trumau

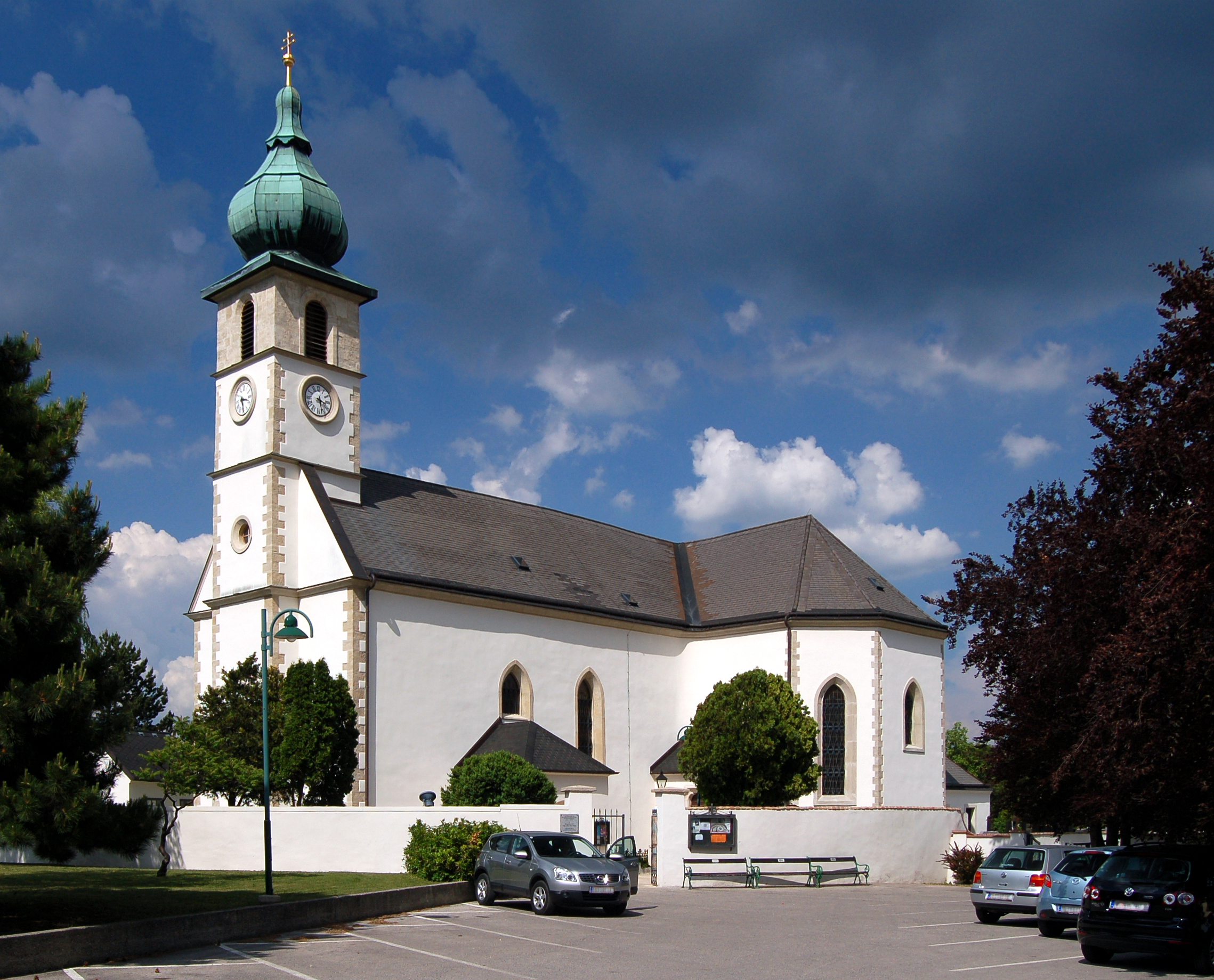
Katholische Pfarrkirche hl. Johannes der Täufer in Sulz im Trumau

Die Pfarrkirche Trumau steht im Nordwesten des Zentrums in der Marktgemeinde Trumau im Bezirk Baden in Niederösterreich. Die auf den heiligen Johannes der Täufer geweihte römisch-katholische Pfarrkirche, dem Stift Heiligenkreuz inkorporiert, gehört zum Dekanat Heiligenkreuz im Vikariat Unter dem Wienerwald der Erzdiözese Wien. Die Kirche und der Friedhof stehen unter Denkmalschutz (Listeneintrag).

## Geschichte
1583 erfolgte die Herauslösung (Exidierung) der Pfarre aus dem Pfarrgebiet der Pfarrkirche Traiskirchen. Die Kirche wurde 1588 vom Baumeister Andre Stuber erbaut. Die Kirche wurde 1845 mit dem Baumeister Matthias Frey erweitert.

## Architektur
Die nachgotische Saalkirche mit einem Fassadenturm und einem frühhistoristischen Querhaus und Chor ist von einem ummauerten Friedhof umgeben.
Das schlichte Kirchenäußere unter einem Satteldach vereint beide Bauepochen homogen vereinheitlicht, sämtliche Kanten zeigen eine Eckquadrierung. Der Fassadenturm aus 1588 tritt etwas aus der Westfront, er hat rundbogige Schallfenster und trägt ein Zwiebeldach. Die Seitenfront des Langhauses hat je zwei Spitzbogenfenster von unterschiedlicher Größe (1588), die polygonal abschließenden Querhausarme wie auch der Chor haben große Spitzbogenfenster in den schräg gestellten Wänden, während die Fenster in den Stirnwänden etwas kleiner sind. Der Chor ist Anbauten unter Pultdächern flankiert, im Norden ein Oratorium, im Süden die Sakristei. An der südlichen Langhauswand und im Westen des südlichen Querhausarmes gibt es Portalvorbauten.
Das Kircheninnere von 1588 hat Tonnengewölbe mit applizierten Netzrippen auf Konsoldiensten. Das Südportal in der südlichen Langhauswand ist ein Schulterportal. Die Orgelempore ist mit einer Segmentbogentonne mit Netzrippen unterwölbt und wurde wohl in der zweiten Hälfte des 17. Jahrhunderts mit einem Holzvorbau auf Holzsäulen verbreitert. Der Zubau des Querschiffes und des Chores hat eine stark zentralisierende Tendenz im frühhistorisierenden Rundbogenstils auf neugotischer Grundlage. Das Quadrat der Vierung mit abgeschrägten Kanten trägt ein Kreuzrippengewölbe und daran anschließend die kapellenartigen Arme des Querhauses und den gleichartigen etwas längeren Chor mit vier bunt verglasten Spitzbogendoppeltüren an den Seitenwänden.
An der nördlichen Langhauswand gibt es die Wandmalerei Jüngstes Gericht aus dem Ende des 16. Jahrhunderts.

## Ausstattung
Der Hochaltar mit einem neogotischen dreiteiligen Aufbau ist aus der Mitte des 19. Jahrhunderts und hat eine große mittige Nische und kleine Seitennischen unter gestaffelten Wimpergen mit Fialenaufsätzen und trägt mittig die Figur hl. Johannes der Täufer, links hl. Bernhard, rechts hl. Leopold.
Die Kreuzwegbilder nach Josef Führich haben Neorokokorahmen.
Die Orgel baute 2019 Orgelbau Kögler aus St. Florian (Linz-Land) im historischen Orgelgehäuse von Franz Strommer aus 1884.